# Auslosungsanleihe
Auslosungsanleihe ist eine Anleihe, deren Tilgung durch Auslosung bestimmter Tranchen zu bestimmten Terminen stattfindet.

## Allgemeines
Der größte Teil der Anleihen wird bei deren Fälligkeit getilgt. Die Auslosung ist eine Form der Tilgung von Schuldverschreibungen, die in den Anleihebedingungen vorgesehen sein muss. Dazu werden bestimmte Stückenummern der Anleihe ausgelost, die voll zurückgezahlt werden.

## Verfahren
Die Anleihebedingungen sehen bestimmte Auslosungstermine vor, an denen die ausgelosten Stückenummern oder Tranchen voll zurückgezahlt werden. Die Rückzahlung erfolgt über die Zahlstellen, die auch die Anleihezinsen vergüten. 

## Finanzmathematik
Auslosungsanleihen sind dadurch gekennzeichnet, dass der Börsenkurs der ausgelosten Stücke am Auslosungstermin auf den Rückzahlungskurs (100 %) steigt. Stimmen die Auslosungs- und Rückzahlungstermine nicht überein, so liegen die Kurse stets ein Jahr vor der nächsten Rückzahlung auf Renditeniveau, während der Kurssprung zum Zeitpunkt der nächsten Auslosung erfolgt. Während der Gläubiger einer Tilgungsanleihe mit Sicherheit erwarten darf, dass die Rückzahlung am Fälligkeitstag erfolgt, kann der Gläubiger einer Auslosungsanleihe damit rechnen, dass seine Stücke durchschnittlich in der Mitte der Laufzeit ausgelost werden. Dadurch ergibt sich eine höhere Volatilität als bei Standardanleihen.

## Abgrenzung
Nicht zu verwechseln sind Auslosungsanleihen mit Losanleihen, bei denen statt oder neben einem Anleihezins eine Prämie aus einer Lotterie gezahlt wird.